# 砖塔胡同
39°55′20″N 116°22′10″E / 39.9221694°N 116.3694952°E

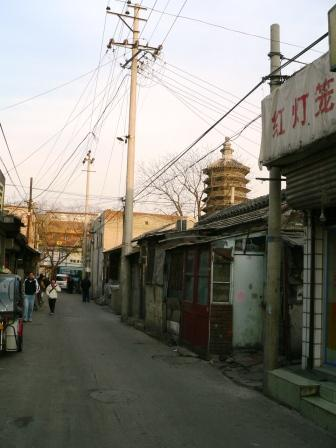
砖塔胡同

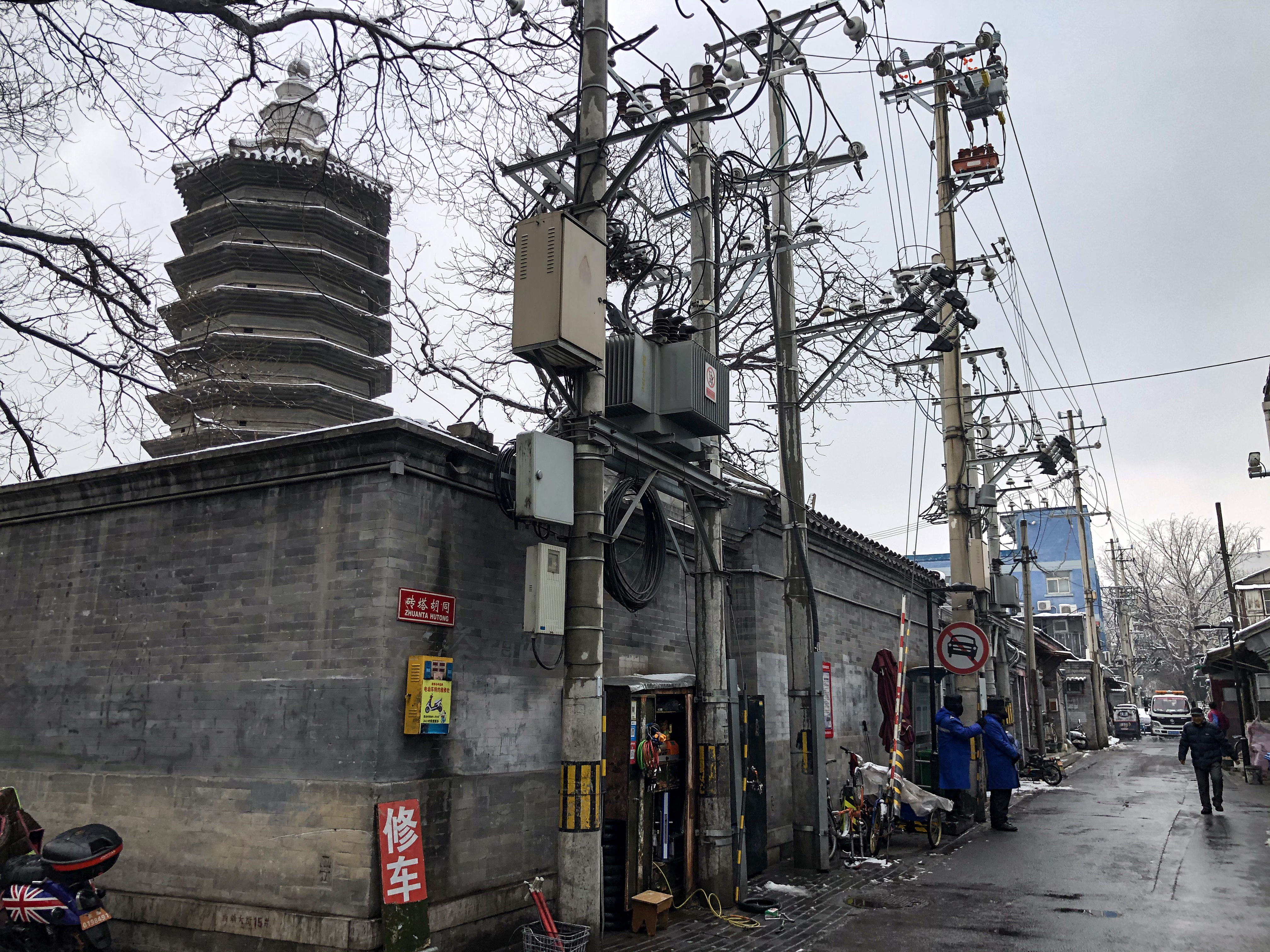
砖塔胡同口

砖塔胡同是中國北京市历史最悠久的胡同之一，也是目前北京遭到破坏较少，风貌保存较好的胡同之一。位于西城区西四牌楼附近。

## 历史
砖塔胡同这一名称，来自于矗立在胡同中的一座青砖古塔，这座塔是元代名臣耶律楚材的老师，金元之际的高僧万松老人的葬骨塔。万松老人塔的精确塔龄已不可考，但根据史料推断，可以肯定在六百年以上，而砖塔胡同的年龄亦应与此相仿。元杂剧《沙门岛张生煮海》中也有如下对白:“张羽问梅香：‘你家住哪里？’梅香说：‘我家住砖塔儿胡同。’”其中提到的砖塔儿胡同就是今天的砖塔胡同。明人张爵所著《京师五城坊巷胡同集》（成书于嘉靖三十九年）、清人吴长元所著《宸垣识略》（成书于乾隆五十三年），均把砖塔胡同作为京城古迹加以收录，由此亦可以推断砖塔胡同历史之久远。
虽然砖塔胡同得名于砖塔，出名于砖塔，但现存之砖塔却早已非元代原物，据史料记载，明嘉靖年间，清乾隆年间和民国期间都曾经对万松老人塔进行过大规模的整修重建。
元明清三代，砖塔胡同一直是京城娱乐中心之一，即所谓“勾阑”、“瓦舍”之所，全盛时胡同里有十数家戏班。在清代，砖塔胡同曾经作为神机营所辖右翼汉军排枪队的营地，以后一直是曲家聚集的地方。1900年义和团运动爆发，砖塔胡同成为进攻西什库教堂的义和团组织的总部，八国联军攻陷北京之后对砖塔胡同造成了很大破坏，各大戏班纷纷逃离，自此砖塔胡同作为京城娱乐中心开始走向衰落，逐渐成为民居。2000年后，砖塔胡同西段开始拆迁，包括张恨水故居等建筑在内的许多四合院被拆毁，并建筑现代小区；中段和东段则得到保存。

## 名人
近代史上，有若干名人曾在砖塔胡同居住过
- 1923年鲁迅在与周作人反目后从八道湾搬来砖塔胡同61号(现84号)，并在这里写出了《祝福》、《在酒楼上》、《幸福的家庭》和《肥皂》、《中国小说史略》等作品。
- 鸳鸯蝴蝶派作家张恨水曾居住在砖塔胡同43号（今95号，已于近年拆除）并在这里走完了他的人生旅程。
- 1927年刘少奇随北方局由天津迁到北平，暂住在砖塔胡同四眼井10号的同事家里。

## 相关页面
- 万松老人塔